# Gardie House Cottage
Das Gardie House Cottage ist ein Cottage auf der schottischen Shetlandinsel Bressay. Es gehört als Außengebäude zu dem Herrenhaus Gardie House, das rund hundert Meter südöstlich liegt. 1977 wurde das Cottage in die schottischen Denkmallisten in der Kategorie B aufgenommen.

## Beschreibung
Das Gebäude wurde um das Jahr 1820 errichtet und stammt aus einer Zeit, in der Gardie grundlegend renoviert und erweitert wurde. Das Cottage wurde dann um 1880 selbst erweitert und erhielt dabei sein heutiges Aussehen. Das einstöckige Gebäude besitzt ein ausgebautes Dachgeschoss. Es ist symmetrisch aufgebaut und weist neogotische Elemente auf. Das Fundament besteht aus freiliegendem Bruchstein, während die Fassaden ansonsten traditionell mit Harl verputzt sind. Die Frontseite weist nach Westen. Dort befindet sich der Eingangsbereich in einem kleinen Vorbau mit Satteldach. Faschen rahmen die flankierenden Fenster mit Spitzbögen ein. An der Gebäuderückseite ist nur ein einzelnes Fenster verbaut. Rechts geht der rückwärtige Flügel, der 1880 angebaut wurde. Die Dächer sind mit grau-violettem Schiefer gedeckt. Das Gebäude wird von einer Bruchsteinmauer umgeben.